# Gang of Four (groupe)
Pour les articles homonymes, voir Gang of Four.
Gang of Four est un groupe de post-punk britannique, originaire de Leeds, en Angleterre.

## Biographie

### Débuts

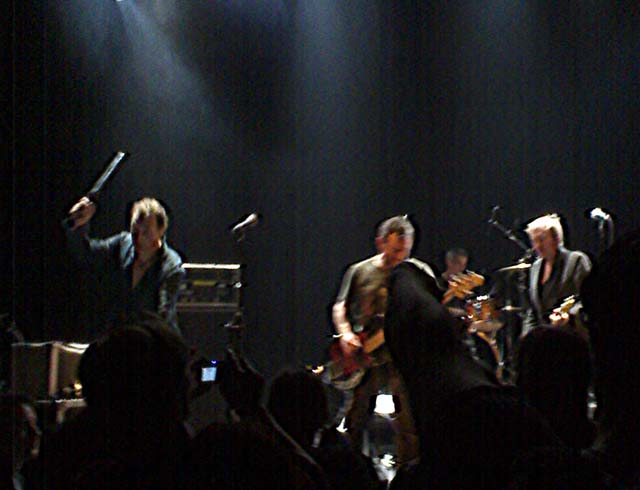
Gang of Four sur scène en 2007.

Gang of Four est créé en 1977 par quatre étudiants de l'Université de Leeds : Jon King, Andy Gill, Dave Allen et Hugo Burnham. Le nom du groupe fait référence à une faction communiste chinoise, la Bande des Quatre (littéralement : gang of four), réprimée et amenée devant les tribunaux après la mort de Mao Zedong. Ils seront inspirés par un voyage d'étudiants aux États-Unis, alors qu'ils verront en concert Television et The Ramones au mythique CBGB de New York.
Leur premier single, Damaged Goods accompagné de (Love Like) Anthrax et Armalite Rifle, est enregistré en juin 1978 et publié le 10 décembre 1978, au label Fast Product d'Édimbourg. Il est produit par le Gang of Four, Bob Last et Tim Inman. Il atteint la première place des charts indépendants.
C'est en 1979 que paraît leur premier album, Entertainment!, un succès critique qui lancera la carrière du groupe. Gang of Four place dans le Top 40 britannique le morceau At Home He's a Tourist. Invité à participer à l'émission Top of the Pops sur les ondes de la BBC, le groupe refuse d'apporter une modification aux paroles de la chanson[réf. non conforme]. Il leur avait été demandé de substituer à rubbers (capote), le mot packets (sachets ou thunes en argot britannique)[réf. non conforme]. L'obstination du quatuor suscite le mécontentement de leur compagnie de disques, EMI, qui concentrera à l'avenir ses efforts sur un autre de ses protégés, Duran Duran. Les paroles de King seront toujours sujets aux polémiques et le single I Love a Man in a Uniform sera banni par la BBC pendant la guerre des Falklands en 1982.
Un deuxième album, Solid Gold, paraît en 1981, mais ne permet pas à Gang of Four de poursuivre sur la lancée d'Entertainment!. Certains problèmes surviennent, et Dave Allen quitte le groupe pour former Shriekback. Il est remplacé par Sara Lee (en). Le troisième album, Songs of the Free, sort en 1982. Il fait couler beaucoup d'encre, notamment à cause du titre I Love a Man in a Uniform qui fait scandale et est interdit sur les ondes de la BBC, en pleine guerre des Malouines.
Un second changement de personnel survient à la suite du départ d'Hugo Burnham. Gang of Four se cherche et fait appel à un producteur américain pour les albums Hard (1983) et At the Palace (1984). Mais le succès n'est définitivement plus au rendez-vous. Le groupe met fin à ses activités.

### Retour
Une timide tentative de retour a lieu en 1990. Puis le groupe lance Shrinkwrapped en 1995. Mais le tout passe inaperçu. 
Il faut attendre 2004 pour que Gang of Four, avec ses quatre membres d'origine, se reforme officiellement. C'est d'abord une tournée en Angleterre qui remet le groupe à l'avant-plan. Mais c'est surtout la sortie en 2005 de Return the Gift qui va à nouveau propulser Gang of Four dans l'actualité. Ce double album revient sur leurs succès des années 1980, le deuxième CD étant constitué de remixes et de nouveautés.
En janvier 2011, le groupe, désormais accompagné de Mark Heaney à la batterie (membre depuis 2006 qui a tourné avec le groupe depuis le départ de Burnhams) et Thomas McNeice à la basse, publie un nouvel album, Content. Andrew Perry, rédacteur à Telegraph, lui attribue une note de 5 sur 5 soutenant que « c'est leur meilleur album depuis les années '70 » ; Jon Pareles, qui attribue à l'album une note de 4 sur 5 pour le New York Times le 25 janvier 2011, déclare que [le groupe] « a retrouvé, avec vengeance, sa vieille recette ». Après des tournées à succès aux États-Unis, en Australie et en Europe en 2011, King et Gill cessent de travailler ensemble. Gill produit, sous le nom du groupe, What Happens Next, qui est publié en 2015.
Andy Gill meurt le 1er février 2020.

## Style musical et influence

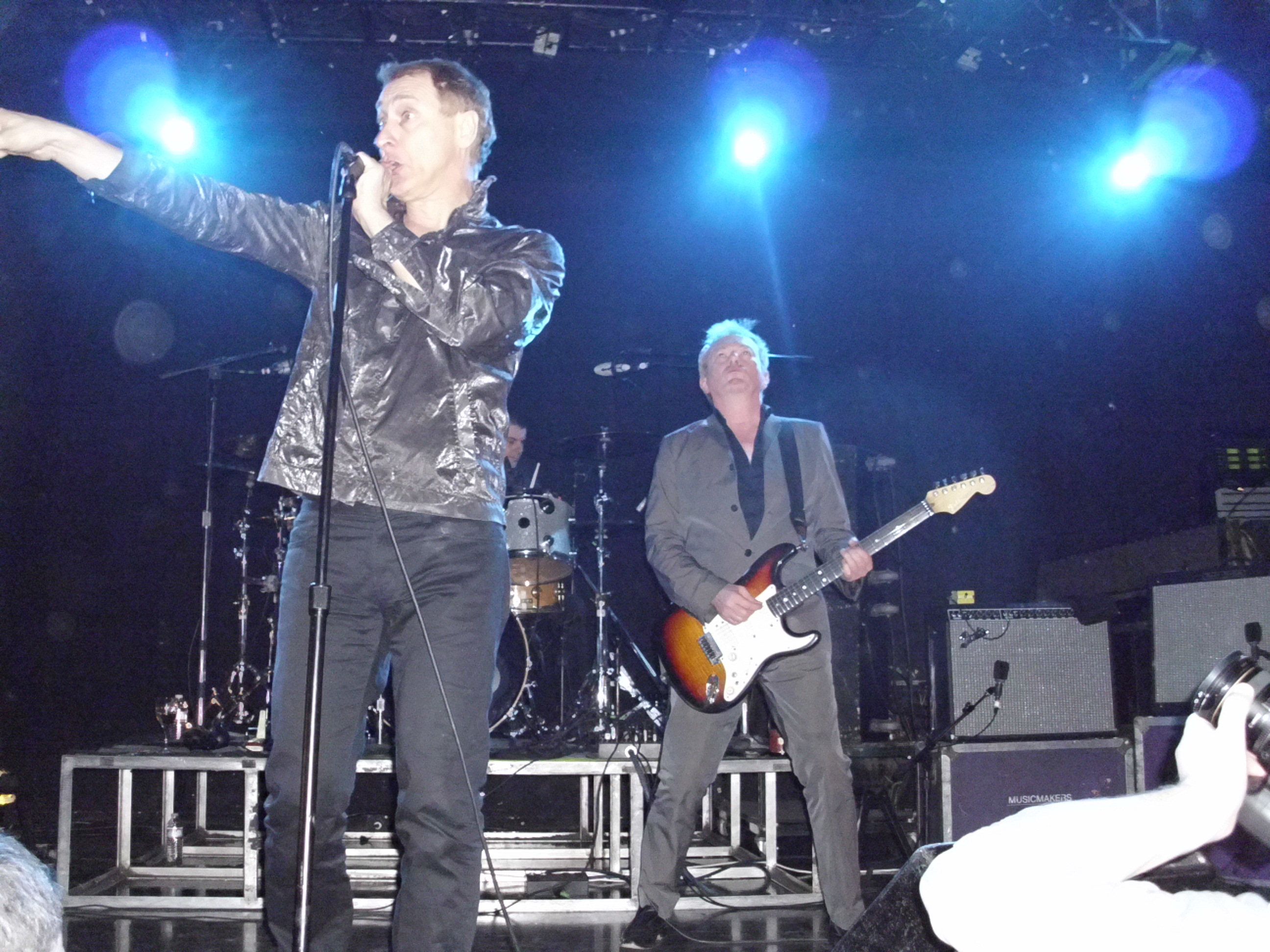
Gang of Four à Chicago.

Vindicatif et politisé, le style musical de Gang of Four succède au punk rock et introduit des éléments funk, ce qui donne un mélange de punk-rock rythmé. L'importance du groupe au sein des mouvements punk et post-punk est considérable, malgré un succès commercial en demi-teinte.
Comme le Velvet Underground une décennie plus tôt, l'influence de Gang of Four dépasse de beaucoup son succès commercial. Gang of Four eut une influence indéniable sur plusieurs groupes de la décennie 2000, comme Bloc Party, Radio 4, The Rapture ou Franz Ferdinand. La guitare incontrôlée d'Andy Gill aura précédé la noisy pop. L'usage de la distorsion n'est pas étranger au son de Nirvana ou Mission of Burma. Le jeu de guitare de Gill aura inspiré celui de The Edge du groupe U2.
Quant à la basse de Dave Allen, elle est au fondement de la fusion entre rock et funk. Le bassiste Michael « Flea » Balzary des Red Hot Chili Peppers a déjà fait état de l'influence qu'eut Gang of Four sur lui-même et son groupe. Cependant, la collaboration entre Andy Gill et les Red Hot Chili Peppers pour l'enregistrement du premier album s'est très mal passée, à tel point que des années plus tard les RHCP sortiront dans le commerce les démos de cet album, le son étant plus proche, selon eux, de ce qu'ils voulaient. En effet, les RHCP voulaient un son direct et sans frioritures, tandis qu'Andy Gill privilégiait l'emploi d'effets modernes.
Gang of Four innove également en publiant de nombreux remixes de leurs chansons sur différents singles, un geste plutôt inédit de la part d'une formation se réclamant du punk rock. Les membres de Gang of Four ont eu un regard sévère sur les artistes qui leur ont succédé, les critiquant pour avoir ignoré l'aspect politisé de leurs compositions pour n'en garder que l'aspect musical. Certains groupes, comme Fugazi ou Minutemen, ont cependant repris les deux facettes du quatuor britannique.

## Membres

### Membres actuels
- Thomas McNeice — basse (depuis 2008)
- John « Gaoler » Sterry — chant (depuis 2012)
- Tobias Humble — batterie (depuis 2016)

### Anciens membres
- Jon King — chant (1977–1983, 1987–1997, 2004–2012)
- Andy Gill †— guitare solo, chant (1977–1983, 1987–1997, 2004–2020) (décédé le 1er février 2020)
- Hugo Burnham - batterie (1977-1983, 2004-2006)
- Dave Allen — basse (1977-1980, 2004-2008)
- Busta « Cherry » Jones — basse (1980)
- Sara Lee — basse (1980-1983)
- Mark Heaney — batterie (2006-2013)
- Jonny Finnegan — batterie (2014–2016)

## Discographie
- 1978 : Damaged Goods, EP
- 1979 : Entertainment!
- 1980 : Yellow, EP Usa
- 1981 : Solid Gold
- 1982 : Another Day / Another Dollar, EP
- 1982 : Songs of the Free
- 1982 : Lord make me a Cowboy, vinyl souple offert
- 1983 : Hard
- 1990 : The Peel Sessions (1979-1981)
- 1990 : Mall
- 1995 : Shrinkwrapped
- 1998 : 100 Flowers Bloom, double album de compilation
- 2005 : Return the Gift, double album de titres réenregistrés et de remixes
- 2008 : Second Life, un titre + deux remixes
- 2011 : Content
- 2015 : What Happens Next
- 2015 : The Dying Rays , EP avec Herbert Grönemeyer
- 2018 : Complicit, EP
- 2019 : Happy Now
- 2020 : This Heaven Gives me Migraine , EP
- 2020 : Antihero, EP
- 2021 : The Problem of Leisure , double album hommage de reprises
- 2021 : Gang of Four 77-81, coffret de 4 CD incluant les deux premiers album studio, les titres parus en simple, un concert live de 1980 et une cassette de démos
- 2021 : Live Recordings (1979 – 2021)